# 通往泰瑞比西亞的橋
《通往泰瑞比西亞的橋》（英語：Bridge to Terabithia），又译作《通往特雷比西亚的桥》、《尋找仙境之桥》， 凯瑟琳·佩特森（Katherine Paterson）所著青少年小說，1977年初版。1989年漢聲出版社在台灣出版中譯本，由鍾瑢翻譯、許常德修文（ISBN：9575881796，目前已絕版）。2012年漢聲出版又出了新版的精裝中文繁體書（ISBN：9789575881795）。

## 得獎紀錄
1978年纽伯瑞奖金牌。

## 背景
1970年代凯瑟琳·佩特森一家人住在華盛頓特區的郊區，當時她的兒子大衛（David）有個好朋友叫莉莎‧希爾（Lisa Hill）。悲劇發生在1974年八月，莉莎在海灘遭閃電擊中，死時年僅八歲。
這場悲劇對大衛造成不小衝擊，也讓凯瑟琳·帕特森動念撰寫這部以友情與死亡為主題的少年小說。

## 故事內容
十歲的傑西住在鄉下農場，有四個姐妹與永遠做不完的家事。他喜歡繪畫，但父親卻覺得那是賺不了錢的玩意，他與他爸爸的關係非常不好，鬱悶的他覺得除了賽跑沒別的方法能證明自己的價值—練了一整個暑假就是準備成為四、五年級跑得最快的人，但剛搬來傑西家隔壁、打扮隨便的短髮女孩萊絲利卻在開學第一天打敗所有參加賽跑的同學！
傑西一度對這樣的萊絲利反感，但在班上受盡其他同學嘲笑的兩個怪胎漸漸成為莫逆—她會說故事而他會畫圖，放學後就用繩子蕩過小溪，在樹林裡建立起只屬於他倆的「泰瑞比西亞王國」—這個想像的世界不只是躲開現實煩憂的空間，還給了他們勇氣對抗校園暴力。
但這樣的幸福並沒有持續多久，雨季裡的某天傑西應美術及音樂老師艾德蒙小姐之邀到華盛頓看畫展，萊絲利獨自來到小溪旁準備盪過繩子到泰瑞比西亞時，繩子斷掉，萊絲利因此掉進河裡淹死了。傑西想在泰瑞比西亞裡找萊絲利，不過最後還是沒找到。在傑西失去最重要的朋友时，他第一次被爸爸如小孩一般疼惜，也被他的老師梅爾鼓勵。最後傑西帶領著妹妹梅寶繼承萊絲利的王位，建立了一座屬於「他們」的橋，此後泰瑞比西亞成為一個屬於他們三個人的空間。

## 章節
1. 來了一輛搬家車
2. 不男不女的傢伙
3. 五年級的飛毛腿
4. 泰瑞比西亞的統治者
5. 打敗巨魔
6. 泰倫王子
7. 金色的房間
8. 上教堂
9. 惡魔的詛咒
10. 美妙的一天
11. 不！
12. 孤寂
13. 造一座橋

## 關連項目
- 尋找夢奇地（改編電影）